# Мангров виреон
Мангровият виреон (Vireo pallens) е вид птица от семейство Vireonidae.

## Разпространение
Видът е разпространен в Белиз, Гватемала, Коста Рика, Мексико, Никарагуа, Салвадор и Хондурас.